# Международный день мира
Междунаро́дный день ми́ра (на других официальных языках ООН: англ. International Day of Peace, араб. اليوم العالمي للسلام, ‎исп. Día Internacional de la Paz, кит. 国际和平日, фр. Journée internationale de la paix
) — отмечается 21 сентября с 2002 года. Был учреждён на 36-й сессии Генеральной Ассамблеи ООН (Резолюция № A/RES/36/67 от 30 ноября 1981 года).
Вначале праздник отмечался в третий вторник сентября — в день открытия ежегодной сессии Генеральной Ассамблеи ООН. Решение о праздновании Международного дня мира 21 сентября было принято на 55-й сессии Генеральной Ассамблеи ООН (специальная резолюция № A/RES/55/282 от 28 сентября 2001 года).
Генеральной Ассамблеей этот день провозглашён как день отказа от насилия и прекращения огня во всём мире. Всем странам было предложено воздерживаться от проведения военных действий в этот день.
Праздник был учрежден ООН в 1981 году. До 2001 года его отмечали в день открытия ежегодной сессии Генеральной Ассамблеи ООН каждый третий вторник сентября. Затем была определена стабильная дата — 21 сентября. Генеральная Ассамблея ООН приняла резолюцию, что с 2002 года Международный день мира будет отмечаться как день всеобщего прекращения огня и отказа от насилия.
В 1954 году Японская ассоциация содействия подарила ООН Колокол мира. Колокол был отлит из монет, пожертвованных 60 странами — участницами 13-й Генеральной конференции национальных ассоциаций ООН, проходившей в Париже в 1951 году. На колоколе надпись: «Да здравствует всеобщий мир во всем мире». Ежегодно в Японском саду у здания штаб-квартиры ООН в Нью-Йорке в честь ознаменования празднования Международного дня мира Генеральный секретарь произносит слова, обращенные ко всем людям, а затем ударяет в колокол и объявляет минуту молчания. После минуты молчания выступает председатель Совета безопасности ООН.
Ежегодно 21 сентября в ООН проводятся различные мероприятия, традиционно начинаемые с церемонии у Колокола мира. Церемония начинается с обращения Генерального секретаря ООН, после которого он ударяет в колокол. Затем, после минуты молчания, с обращением выступает председатель Совета безопасности ООН. В этот день проводится сдача незарегистрированного оружия, посадка деревьев и мероприятия по здравоохранению, спортивные мероприятия.
Широкую известность и влияние получила некоммерческая организация Peace One Day, которая стремится добиться реализации ежегодного «Дня всемирного прекращения огня и отказа от насилия».
С 2007 года Международный день мира посвящается определённой теме, которая является основополагающей для всех проводимых в этот день мероприятий в разных странах. Тематика праздника затрагивает проблемы безопасности, устойчивого развития, молодежи, образования, прав человека, военных конфликтов, разоружения.

## Тема дня
- 2024 год — «Поощрение культуры мира».
- 2023 год — «Действия во имя мира».
- 2022 год — «Покончить с расизмом. Построить мир».
- 2021 год — «Восстановление по принципу „лучше чем было“».
- 2020 год — «Вместе к миру».
- 2019 год — «Климатические действия во имя мира».
- 2018 год — «Право на мир: 70 лет после Всеобщей декларации прав человека».
- 2017 год — «Вместе за мир: уважение, безопасность и достоинство для всех».
- 2016 год — «Цели в области устойчивого развития: составные элементы мира».
- 2015 год — «Партнёрство во имя мира — достойное дело каждого».
- 2014 год — «Право народов на мир».
- 2013 год — «Образование в духе мира».
- 2012 год — «Устойчивый мир ради устойчивого будущего».
- 2011 год — «Мир и демократия: выскажи своё мнение».
- 2010 год — «Молодёжь за мир и развитие».
- 2009 год — «Разоружение и нераспространение».
- 2008 год — «Права человека и поддержание мира».
- 2007 год — «Мир — это высшее призвание Организации Объединённых Наций».